# Secundos le Silencieux
Pour les articles homonymes, voir Secundus.
Secundos le Silencieux, ou « le Taciturne », est un philosophe athénien du IIe siècle apr. J.-C., fameux pour le vœu de silence d'où il tire son surnom.

## Vie
Aucun texte de Secundos n'a survécu, à l'exception de brèves réponses, longues de quelques mots, faites par écrit à l'empereur Hadrien, qui veut le faire parler. À la demande de l'empereur, on compose alors une Vie du philosophe Secundus. L'œuvre, rédigée en grec ancien, est divisée en deux parties : la première est une notice biographique à proprement parler, relatant l'origine du vœu de silence de Secundos. Il en ressort que Secundos, influencé par les leçons reçues alors qu'il était enfant, veut tester sur sa mère l'enseignement selon lequel toutes les femmes sont à vendre. Déguisé, il lui offre 50 pièces d'or si elle accepte de coucher avec lui. La mère accepte, mais Secundos se contente de dormir chastement à ses côtés. Le lendemain, il révèle son identité. De honte, sa mère se pend et Secundos fait vœu de silence perpétuel.
La notice biographique continue par le récit de la rencontre entre Secundos et Hadrien, et les menaces dont ce dernier use – en vain – pour faire rompre à son interlocuteur son vœu de silence. Quand l'empereur, perdant patience, ordonne à un tribun militaire de faire parler Secundos, le soldat répond qu'il est plus facile de faire parler un lion ou une panthère qu'un philosophe. Impressionné, Hadrien laisse la vie sauve à Secundos.
La deuxième partie de la Vie du philosophe Secundus est une collection des réponses écrites fournies par Secundos aux questions d'Hadrien, portant sur la nature du monde, le soleil, la lune, l'homme, la femme, la pauvreté, la navigation ou encore la mort.
Aucune autre source antique ne mentionne un philosophe du nom de Secundos à cette époque. Peut-être Secundos le Silencieux doit-il être identifié avec le sophiste Secundos d'Athènes, que Philostrate mentionne comme le maître d'Hérode Atticus. La vie de Secundos à proprement parler est fantaisiste ; le dialogue entre le monarque et le philosophe est un lieu commun que l'on retrouve également dans la rencontre entre Alexandre le Grand et les gymnosophistes.

## Postérité
La Vie du philosophe Secundus connaît rapidement un très grand succès : elle est attestée dès les environs de l'an 200 par un papyrus grec retrouvé en Égypte. En Orient, elle est traduite et adaptée en syriaque, en arabe, en arménien et en ge’ez. Elle enrichit notamment les aventures de Sinbad le Marin, lesquelles sont à leur tour traduites en arabe et en syriaque. C'est par ce biais que Secundos revient en Occident : au XIIe siècle, Michel Andréopoulos traduit en grec le récit syriaque, sous le titre Histoire du philosophe Syntipas, Syntipas étant une forme hellénisée de Sinbad. En Occident, la Vie est traduite du grec vers le latin au XIIe siècle par Guillaume de Saint-Denis, qui ajoute une cinquantaine de questions à la liste originale. Vincent de Beauvais inclut également un récit sur Secundos dans son Speculum maius.